# Мадисон (Флорида)
Ма́дисон (англ. Madison) — американский населенный пункт и окружной центр округа Мадисон, Флорида. По данным переписи 2000 года население составляло 3 061 человек. Код FIPS 12-42425, GNIS ID 0286274, ZIP-код 32340-32341.

## Население
По данным переписи 2000 года население составляло 3 061 человек, в городе проживало 764 семьи, находилось 1 227 домашних хозяйств и 1 395 строений с плотностью застройки 212,9 строения на км². Плотность населения 467,1 человека на км². Расовый состав населения: белые — 35,74 %, афроамериканцы — 62,43 %, коренные американцы (индейцы) — 0,49 %, азиаты — 0,03 %, гавайцы — 0,29 %, представители других рас — 0,29 %, представители двух или более рас — 0,91 %. Испаноязычные составляли 2,16 % населения.
В 2000 году средний доход на домашнее хозяйство составлял $17 656 USD, средний доход на семью $22 988 USD. Мужчины имели средний доход $24 101 USD, женщины $23 750 USD. Средний доход на душу населения составлял $10 041 USD. Около 37,0 % семей и 39,9 % населения находятся за чертой бедности, включая 49,2 % молодежи (до 18 лет) и 28,9 % престарелых (старше 65 лет).